# Koulpellé
Koulpellé est une commune rurale située dans le département de Toécé de la province du Bazèga dans la région du Centre-Sud au Burkina Faso.

## Géographie
Koulpellé est situé à 8 km au Nord de Toécé et à 1 km au Nord de Dagouma. La commune est traversée par la route nationale 5.

## Santé et éducation
Le centre de soins le plus proche de Koulpellé est le centre de santé et de promotion sociale (CSPS) de Dagouma.